# Guvernementet Siedlce
Guvernementet Siedlce var ett guvernement i ryska Polen, 1867–1912.
Det var beläget mellan Västra Bug och Weichsel, gränsade i norr till Łomża, i nordväst till Warszawa, i söder till Radom och Lublin samt i öster till Volynien och Grodno. Det hade en yta på 14 334 km² och 63 ,240 invånare (1884), varav 39,7 procent polacker, 43,1 procent ukrainare och 15,1 procent judar. Landet var i norr och sydöst fyllt av kärrtrakter samt endast i mitten något kuperat. Huvudnäringar var åkerbruk och boskapsskötsel. Handel och industri var av liten betydelse.
1913 uppdelades det på guvernementen Lublin, Łomża och Cholm.